# 羅基察尼
羅基察尼（捷克語：Rokycany）是捷克的城鎮，位於該國西部，距離首府皮爾森17公里，由比爾森州負責管轄，面積30.98平方公里，海拔高度362米，該地區自石器時代有人類居住，2016年人口13,969。

## 外部連結
- （捷克文） Municipal website （页面存档备份，存于）
- History of the town, its current state